# Jamie Vance
Jamie Vance (* 15. Dezember 1997 in Denver, Colorado) ist ein US-amerikanischer Tennisspieler.

## Karriere
Vance spielte nicht auf der ITF Junior Tour. 2014 spielte er erstmals vereinzelt Turniere auf der ITF Future Tour, er tritt dabei ausschließlich im Doppel an und meistens mit seinem Zwillingsbruder Jack Vance. 2021 war sein bis dato erfolgreichstes Jahr, als er im Doppel sein erstes Future-Finale erreichen konnte. Auf der ATP Challenger Tour schaffte Jamie bei drei Turnieren bis Ende 2021 noch keinen Matchgewinn.
Anfang 2022 bekam das Brüderpaar eine Wildcard für das Hauptfeld der Delray Beach Open, ein Turnier der ATP Tour. Bei ihrem Debüt auf dieser Ebene verloren sie zum Auftakt gegen Nicholas Monroe und Jackson Withrow.